# Ploemel
Ploemel è un comune francese di 2 562 abitanti situato nel dipartimento del Morbihan nella regione della Bretagna.

## Società

### Evoluzione demografica
Abitanti censiti